# Service météorologique des Bermudes
Le Service météorologique des Bermudes (Bermuda Weather Service ou BWS) collecte les données, émet les prévisions (publiques, marines, tropicales et aéronautiques) ainsi que des alertes météorologiques et fournit informations climatologiques à l'archipel des Bermudes. Le service a commencé ses opérations sous contrat avec le Département des opérations aéroportuaires du Ministère des transports et du tourisme en 1995. C'est une section de l'autorité aéroportuaire des Bermudes (Bermuda Airport Authority’s Aviation Services Delivery Unit) et indirectement par le Met Office britannique.

## Histoire
Durant la période du prêt-bail intervenu en 1941 entre les États-Unis et la Grande-Bretagne au début de la Seconde Guerre mondiale, l'aérodrome de la base d'aéronaval de Kindley Field, maintenant connu comme l'aéroport international L.F. Wade, fut créé et administrée conjointement. C'est l'US Navy qui a commencé à fournir un service service météorologique public de base pour l'île à partir de ce site, en plus de leurs propres besoins opérationnels. Les États-Unis ont demandé de terminer le bail en 1995. Le BWS fut créé pour prendre la relève.

## Structure
Le directeur BWS gère le service avec le directeur adjoint, un technicien senior et un administrateur des systèmes informatiques. Le service météorologique est opérationnel 24 heures sur 24 avec un personnel de cinq météorologues prévisionnistes et de cinq techniciens observateurs. Pour travailler aux opérations, les stagiaires suivent une formation et une certification par le Met Office britannique en plus d'une formation interne. Le National Weather Service des États-Unis et l'Organisation météorologique mondiale offrent également une formation spécialisée aux prévisionnistes au National Hurricane Center de Miami, en Floride.

## Observations
Le personnel opérationnel du BWS reçoit des données météorologiques internationales et collecte celles de stations météorologiques dans l'archipel. Il y a lâcher d'un ballon-sonde  au moins une fois par jour. Finalement, le service dispose d'un radar météorologique qui a une portée utile de 250 km et une longue portée de 500 kilomètres pour la détection des systèmes intenses comme les ouragans. Ce radar fut modernisé en bande S en 2005 et en double polarisation en 2019.

## Services
Le BWS fournit des informations météorologiques via divers médias, y compris deux chaînes de télévision locales dédiées à la météo, et des lignes téléphoniques dédiées avec des informations météorologiques préenregistrées. Il fournit également des informations météorologiques à une variété d'utilisateurs maritimes, y compris de nombreux yachts en visite, en particulier pendant la saison des courses de yachts au début de l'été par la voie du Centre des opérations maritimes des Bermudes.
Le BWS travaille en étroite liaison avec l'Organisation des mesures d'urgence des Bermudes et le Centre national américain des ouragans. Le BWS exploite également un site Web complet. Pour promouvoir la sensibilisation aux phénomènes météorologiques, BWS organise des visites et s'efforce d'éduquer la communauté au moyen de présentations publiques ainsi que sur internet.